# Nawamis
Nawamis lub Nuwamis – prehistoryczny cmentarz z grobami i inskrypcjami, znajdują się w południowej części półwyspu Synaj w muhafazie Synaj Południowy w Egipcie, koło góry Dżabal Nudżajmisz. 
Groby zbudowane są z piaskowca, o wysokości około 2 do 2,5 m i średnicy 3 m do 6 m, i mają otwory w kierunku zachodnim.